# Coenosopsia peruviana
Coenosopsia peruviana är en tvåvingeart som beskrevs av Verner Michelsen 1991. Coenosopsia peruviana ingår i släktet Coenosopsia och familjen blomsterflugor.
Artens utbredningsområde är Peru. Inga underarter finns listade i Catalogue of Life.